# Selección de baloncesto de Marruecos
La selección de baloncesto de Marruecos es el equipo formado por jugadores de nacionalidad marroquí que representa a la Real Federación Marroquí de Baloncesto en las competiciones internacionales organizadas por la Federación Internacional de Baloncesto (FIBA) o el Comité Olímpico Internacional (COI): los Juegos Olímpicos, la Copa Mundial de Baloncesto y el AfroBasket.
El equipo ha aparecido en el FIBA AfroBasket 20 veces y ganó la medalla de oro en el torneo de 1965. En 1968, Marruecos acabó subcampeón.

## Historia
En la primera edición de AfroCan, Marruecos ocupó el cuarto lugar después de perder la medalla de bronce ante Angola.
El 16 de julio de 2023, Marruecos ganó la final FIBA AfroCan 2023 tras vencer a Costa de Marfil por 78-76 que tuvo lugar en Luanda, Angola. El rey Mohammed VI felicitó al equipo por su logro al conseguir el segundo título continental para la selección nacional.

## Historial

### Copa Mundial
Resultado General: No ocupa puesto
| Copa Mundial de Baloncesto |
| --- |
| - 1950: No calificó - 1954: No calificó - 1959: No calificó - 1963: No calificó - 1967: No calificó - 1970: No calificó - 1974: No calificó - 1978: No calificó - 1982: No calificó - 1986: No calificó - 1990: No calificó - 1994: No calificó - 1998: No calificó - 2002: No calificó - 2006: No calificó - 2010: No calificó - 2014: No calificó - 2019: No calificó - 2023: No calificó - 2027: TBD |

### Juegos Olímpicos
| Baloncesto en los Juegos Olímpicos |
| --- |
| - Berlín 1936: No calificó - Londres 1948: No calificó - Helsinki 1952: No calificó - Melbourne 1956: No calificó - Roma 1960: No calificó - Tokio 1964: No calificó - México 1968: 16° Lugar - Múnich 1972: No calificó - Montreal 1976: No calificó - Moscú 1980: No calificó - Los Ángeles 1984: No calificó - Seúl 1988: No calificó - Barcelona 1992: No calificó - Atlanta 1996: No calificó - Sídney 2000: No calificó - Atenas 2004: No calificó - Pekín 2008: No calificó - Londres 2012: No calificó - Río 2016: No calificó - Tokio 2020: No calificó - París 2024: No calificó |

### AfroBasket
| Afrobasket | Afrobasket        | Afrobasket | Afrobasket       | Afrobasket | Afrobasket     |
| ---------- | ----------------- | ---------- | ---------------- | ---------- | -------------- |
| 1962:      | Medalla de bronce | 1964:      | Medalla de plata | 1965:      | Medalla de oro |
| 1968:      | Medalla de plata  | 1970:      | No calificó      | 1972:      | 7° Lugar       |
| 1974:      | No calificó       | 1975:      | No calificó      | 1978:      | 5° Lugar       |
| 1980:      | Medalla de bronce | 1981:      | No calificó      | 1983:      | No calificó    |
| 1985:      | No calificó       | 1987:      | No calificó      | 1989:      | 5° Lugar       |
| 1992:      | 5° Lugar          | 1993:      | No calificó      | 1995:      | 6° Lugar       |
| 1997:      | No calificó       | 1999:      | 11° Lugar        | 2001:      | 6° Lugar       |
| 2003:      | 8° Lugar          | 2005:      | 6° Lugar         | 2007:      | 10° Lugar      |
| 2009:      | 10° Lugar         | 2011:      | 8° Lugar         | 2013:      | 8° Lugar       |
| 2015:      | 13° Lugar         | 2017:      | 4° Lugar         |            |                |

## Palmarés
- AfroBasket:
  -   Campeón (1): 1965
  -  Subcampeón (2): 1964, 1968
  -  Tercer lugar (2): 1962, 1980

- AfroCan:
  -   Campeón (1): 2023

- Campeonato Árabe de Baloncesto:
  -  Subcampeón (2): 2005, 2017
  -  Tercer lugar (3): 2000, 2009, 2010

- Juegos Panárabes:
  -  Tercer lugar (1): 1961